# Brisa do Lis
As Brisas do Liz, também conhecidas como Brisas do Lis, são um doce típico da cidade de Leiria, confecionadas com três ingredientes base: ovos, açúcar e amêndoas. As brisas do Liz são a origem do doce brasileiro Quindim em que as amêndoas são trocadas por coco ralado.  

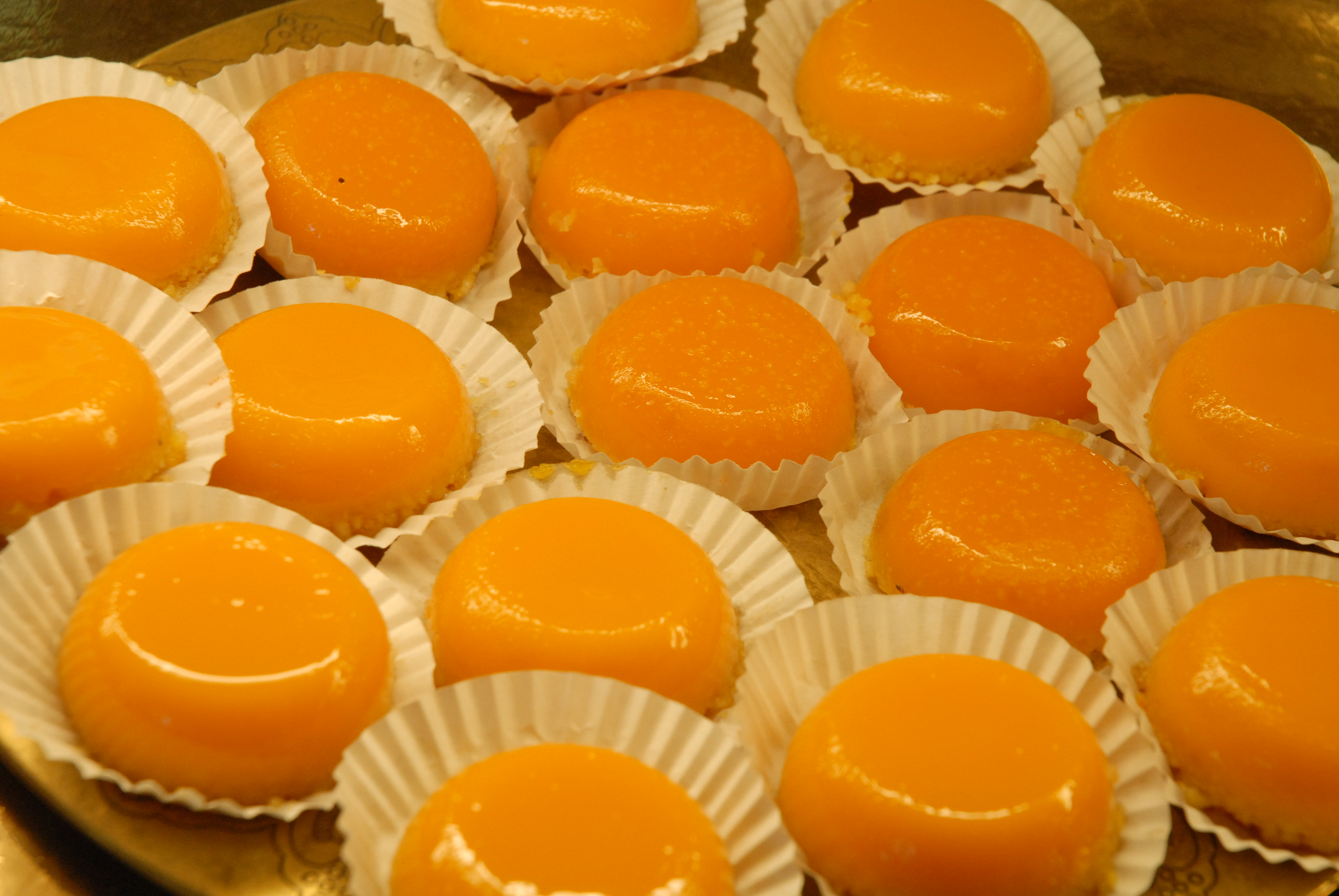
Brisas do lis

## História
São várias as histórias que se ouvem pela cidade de Leiria e que falam da origem das Brisas do Liz.    
Algumas dessas histórias remetem-nos para as monjas do Convento de Santana, berço de deliciosas iguarias. Sem fundamento histórico, conta-se que a receita das Brisas do Liz foi criada no convento de Santana e mais tarde partilhada com uma senhora que frequentava o espaço. Porém, aprofundado o tema, somos remetidos para o seio de uma reconhecida família da cidade de Leiria, enlaçados em relações de amizade e conduzidos num percurso espácio-temporal, que nos faz marear o Atlântico, recuando até ao início do século XX.   
Angola foi a terra que viu nascer, não só uma forte amizade entre Maria do Céu Lopes e Georgina Santos, como a receita das tão afamadas Brisas do Liz, pelas talentosas mãos da D. Georgina. Com o tempo, a amizade cresceu e, com ela, fomentou-se a partilha da receita entre estas duas mulheres. 
Mais tarde, nas primeiras décadas do século XX, já de regresso a Portugal, mais concretamente a Leiria, a amizade converteu-se em sociedade, que deu origem ao carismático Café Colonial, ainda hoje recordado como um dos mais emblemáticos da cidade do Liz. 
Sabendo que guardavam consigo um segredo gastronómico valioso, as famílias decidiram iniciar o fabrico do doce, que tinham aprimorado durante anos, e apresentá-lo à cidade enquanto especialidade, chamando-lhe Beijinhos do Liz. Rapidamente este nome deu origem a trocadilhos malandros, por parte de clientes mais brincalhões, o que levou à sua alteração para o atual: Brisas do Liz. 
As Brisas do Liz ganharam tal fama, que não tardou para que outras pastelarias da cidade começassem a reproduzi-las, apesar de não conhecerem a receita original. As receitas multiplicaram-se, tendo sempre como base as gemas, o açúcar e a amêndoa. 
Hoje, são vários os que confecionam Brisas do Liz, sempre com um toque especial que não desrespeita a receita original, receita essa que permanece bem guardada, com quem teve o privilégio de ganhar a confiança da D. Maria do Céu Lopes e Georgina Santos.

## Prémios
Medalha de Ouro
Concurso Nacional de Doçaria Conventual Portuguesa 
FNA - 2012  
1º Prémio "Melhor Doce Conventual"
XIII Feira DOÇARIA Conventual e Tradicional 
Portalegre - 2013  
Medalha de Ouro
Concurso Nacional de Doçaria Conventual Portuguesa
FNA - 2014

Medalha de Ouro
1º Concurso Doçaria Conventual e Tradicional
VII Mostra de Doçaria Conventual e Regional de Coimbra - 2014